# Silvia Moreno-Garcia

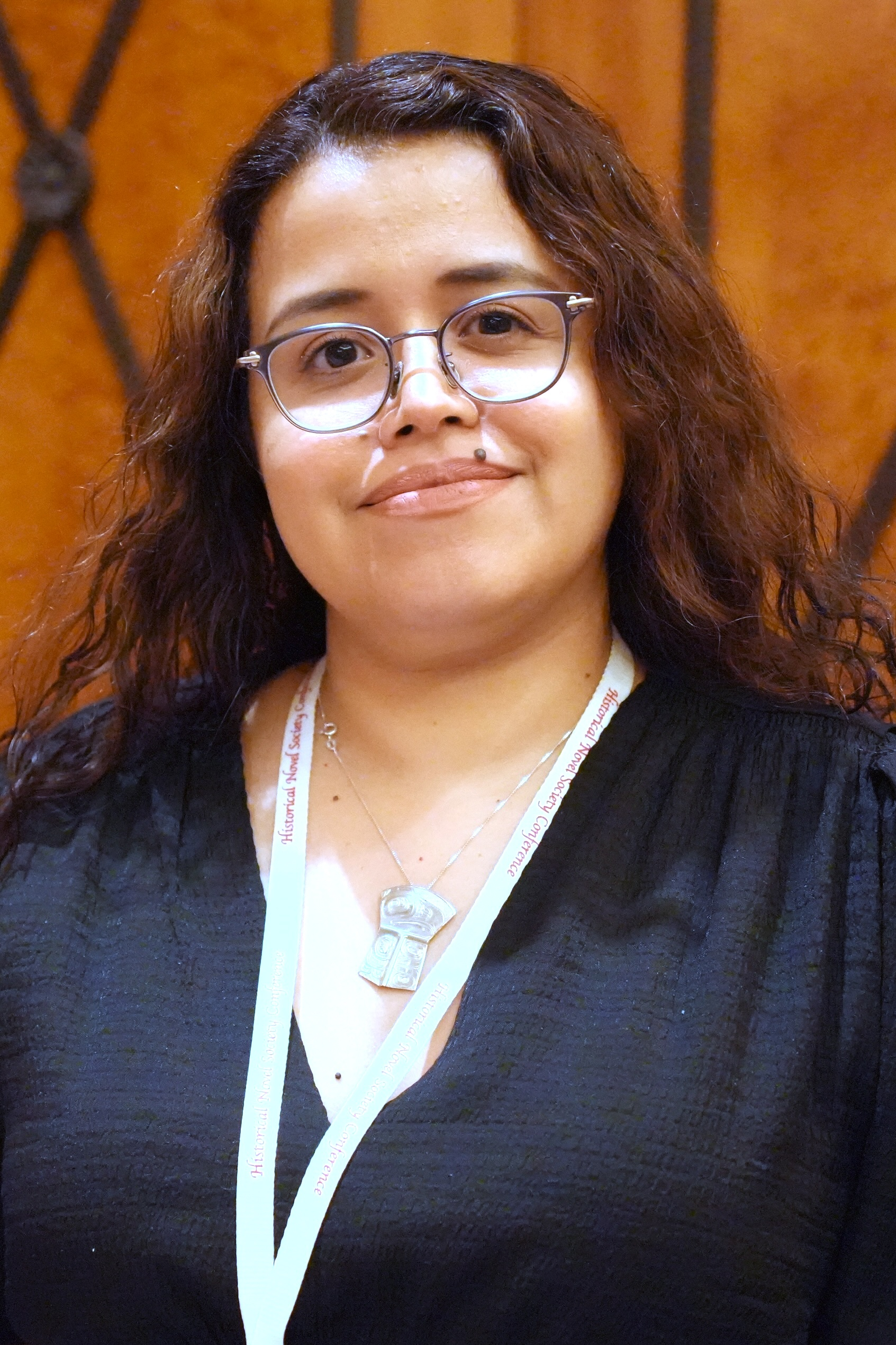
Silvia Moreno-Garcia (2025)

Silvia Moreno-Garcia (* 25. April 1981 in Baja California) ist eine mexikanisch-kanadische Autorin, Herausgeberin und Verlegerin bei dem Verlag Innsmouth Free Press sowie Kolumnistin bei The Washington Post.

## Leben
Sie wuchs in Mexiko auf und kam 2004 nach Kanada. Sie studierte an der University of British Columbia und machte 2016 einen Masterabschluss in Wissenschafts- und Technologiestudien.
Nachdem Silvia Moreno-Garcia vor allem Kurzgeschichten in verschiedenen Zeitschriften und Anthologien veröffentlicht hatte, erschien 2015 ihr Debütroman Signal to Noise. 2016 gewann sie einen World Fantasy Award für die Anthologie She Walks in Shadows. Für den Roman Mexican Gothic erhielt sie 2021 den British Fantasy Award und den Locus Award für den besten Horrorroman. Ihre Veröffentlichungen kommen aus den Genres Schauerroman, Krimi noir, Science Fiction und Fantasy.
Silvia Moreno-Garcia lebt mit ihrer Familie in Vancouver.

## Ausgewählte Werke

### Auf Deutsch erschienen
- Der mexikanische Fluch. Blanvalet Taschenbuch Verlag, München, 2023, ISBN 978-3-7341-1285-0 (Original: Mexican Gothic. Jo Fletcher Books. 2020.)
- Die Tochter des Doktor Moreau. Limes Verlag, München, 2024, ISBN 978-3-8090-2762-1 (Original: The Daughter of Doctor Moreau. Del Rey. 2022.)
- Silberne Geister. Limes Verlag, München, 2024, ISBN 978-3-8090-2775-1 (Original: Silver Nitrate. Random House. 2023.)

### Nicht auf Deutsch erschienen
- Signal to Noise. Solaris Books. 2015.
- Certain Dark Things. Thomas Dunne Books. 2016.
- The Beautiful Ones. Thomas Dunne Books. 2017.
- Gods of Jade and Shadow. Del Rey. 2019.
- Untamed Shore. Agora Books. 2020.
- Velvet Was the Night. Del Rey. 2021.